# プッケルポップ
プッケルポップ（Pukkelpop）は、ベルギーのハッセルト近郊で毎年8月中旬から下旬に開催される音楽フェスティバル。ベルギーではロック・ウェルフテルに次ぐ規模の音楽フェスティバルで、出演するアーティストの音楽ジャンルは、ロック、ポップ、オルタナティブ、エレクトロニック、ヒップホップ、ダンス、パンク、ヘビーメタルなど多岐にわたる。

## 概要
プッケルポップは1985年にレオポルスブルクの青年団体「Humanistic Youth of Leopoldsburg」（オランダ語：Humanistische Jongeren van Leopoldsburg、またはHujo）によって開催された。ベルギーの祝日である7月21日に、現在の開催地であるキウィットから北へ約25kmに位置するレオポルスブルク村で1日だけのイベントとして開催されたのが始まりだった。1985年の第1回目は、村のサッカー場であるコンプレックス・エクセルシオール・ヘッペンで開催され、イギリスのソングライター、アン・クラークがヘッドライナーを務め、7つのアーティストが出演し、3,000人が参加した。
1988年には、フェスティバルはヘクテル・エクセル村に移り、サニコレ飛行場で開催された。また、フェスティバルは8月下旬に移動した。1989年には、ヘッドライナーのThe PoguesとThe Sugarcubesがイベントの数週間前に出演をキャンセルしたため、フェスティバルが中止された。1990年には再びヘクテル・エクセルで開催され、ピーク時には10,000人の参加者を記録した。
1991年、フェスティバルは現在のキウィットに場所を移し、村にある子供たちのふれあい農場（オランダ語：Kinderboerderij）の敷地内で開催された。1992年には、会場を高速道路ケンピッシェ・シュテーンウェグのそばの畑に移し、現在に至る。
1993年には、屋外のメインステージに加えて、屋内ステージ「ザ・マーキー」が新設され、前年の約2倍の出演者数となる。1994年には、2つ目の屋内ステージであるダンスホールが追加された。1995年には、10周年を記念して、ニール・ヤングとスマッシング・パンプキンズをヘッドライナーに迎え、初めて2日間のイベントとなった。観客動員数もピーク時の6万人を記録した。
1996年には、屋外のスケート・ステージとクラブと呼ばれる小型のマーキーの2つの新しいステージが追加された。1997年には、ボイラールームと名付けられたマーキーが追加され、ステージ数は6つになる。1998年から2001年にかけては、スケート・ステージはヒップホップ・ステージに改名され、2日間のうちの1日はジュラシック5やファーサイードなどのラップとヒップホップ・アーティストに特化したステージとなった。1999年には、ダンスイベントのCreamfieldsがイベント初日にPukkelpopに統合された。1999年にはエクスペリメンタル・ステージが登場し、翌年にはChateauXCrapuleと改名され、2004年からはChateauと短縮された。
2000年、南アフリカのプレトリア近郊で毎年開催されている音楽祭「Oppikoppi」との交流プログラムが発表された。同年、エミネムはアメリカからの出国が禁止されたため、キャンセルを余儀なくされた。
2001年には初めて3日間のイベントとなり、観客動員数のピークは前年比76％増の11万5000人に達した。2004年には8つ目のステージ「Wablief? (オランダ語で「何？」の意味)と呼ばれる第8ステージが追加された。2005年には20周年を迎え、Pixies、The Prodigy、Nick Cave and the Bad Seedsをヘッドライナーに迎えた。また、このイベントの入場者数は137,000人に達し、ピークを迎える。
2010年には25周年を迎え、アイアン・メイデン、プラシーボ、クイーンズ・オブ・ザ・ストーン・エイジ、スノー・パトロールなどがヘッドライナーを務めた。2010年は、プッケルポップ史上初となる、開催約5週間前にチケットが完売した。

## ギャラリー

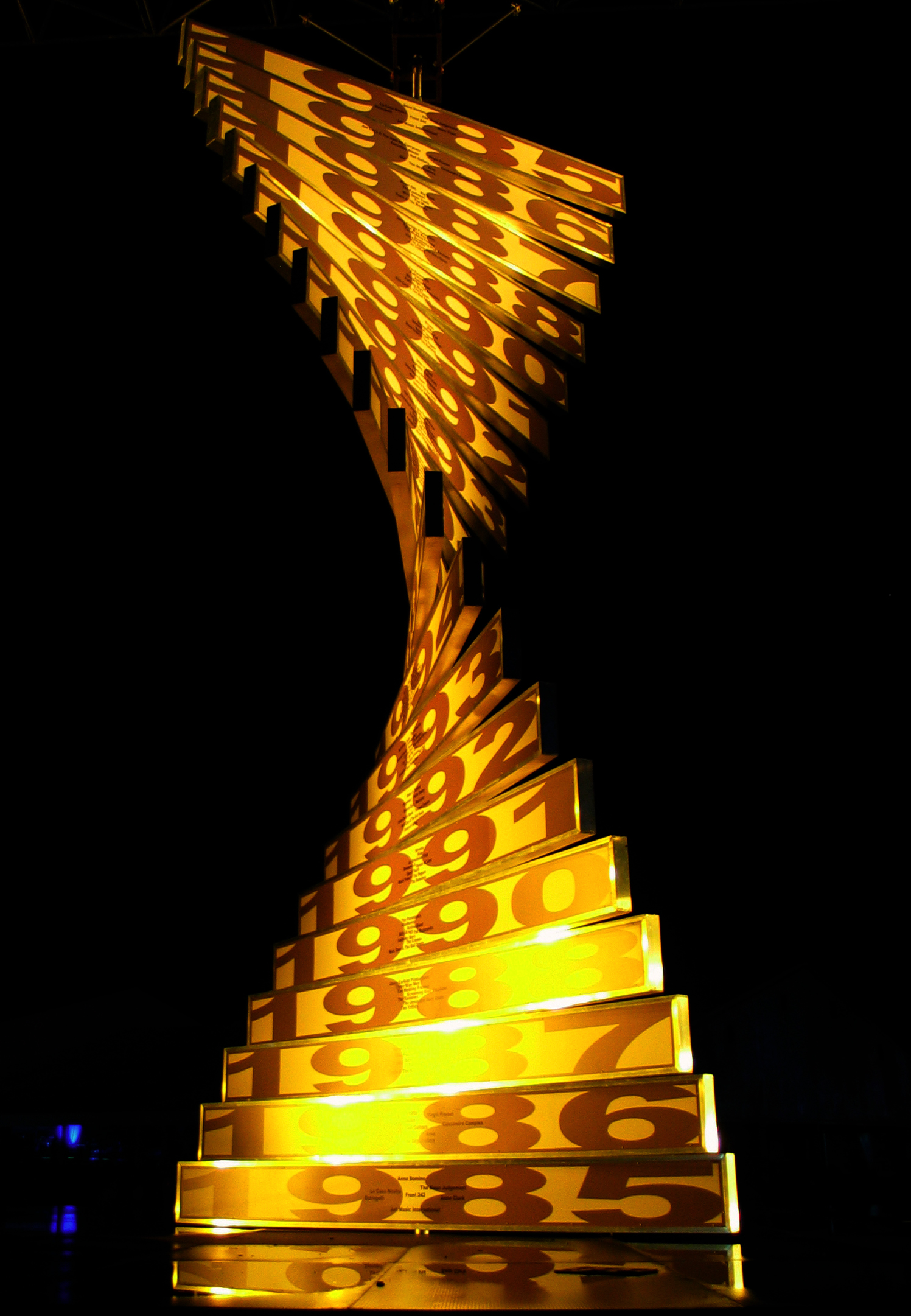
2006
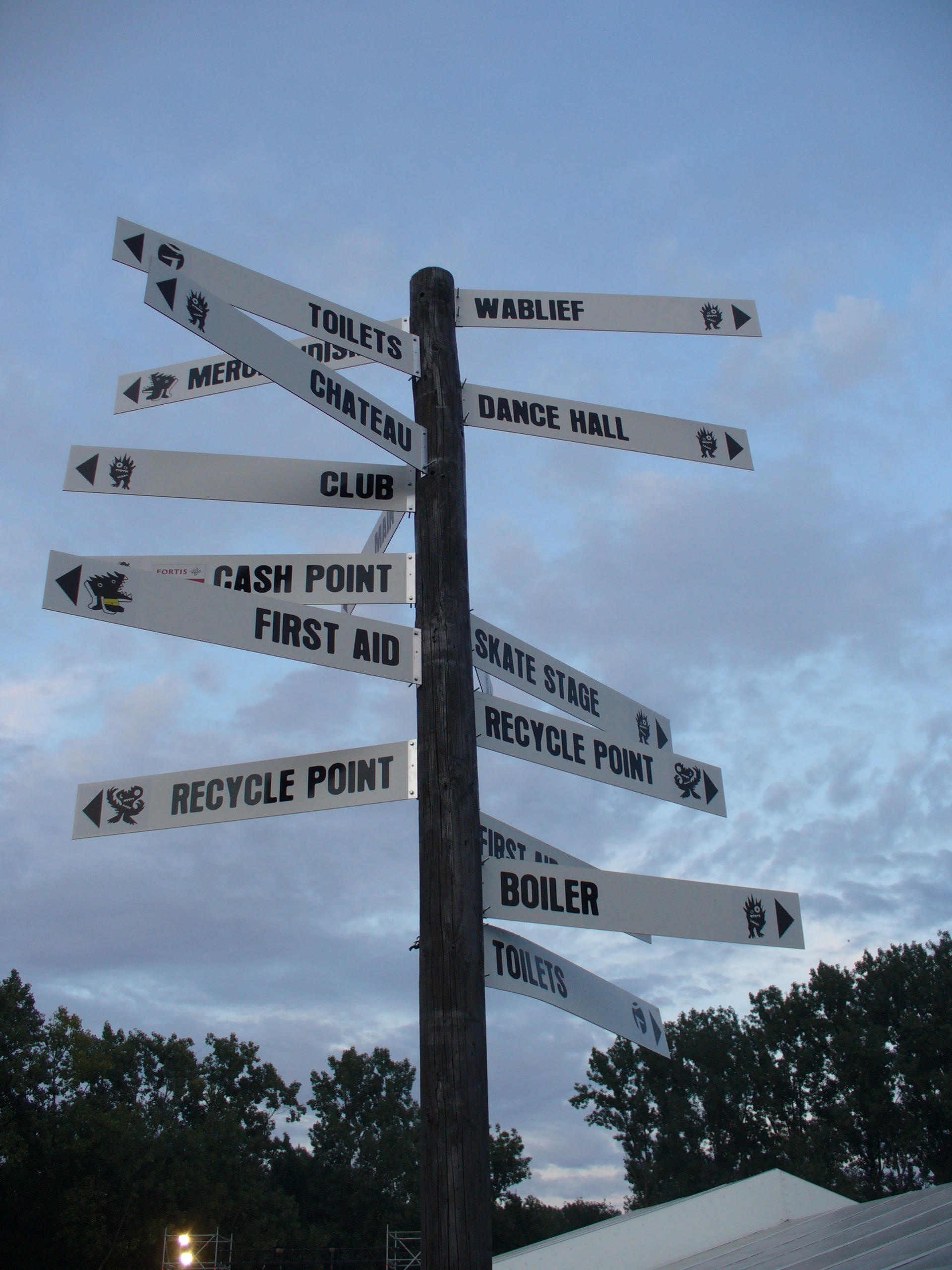
2007
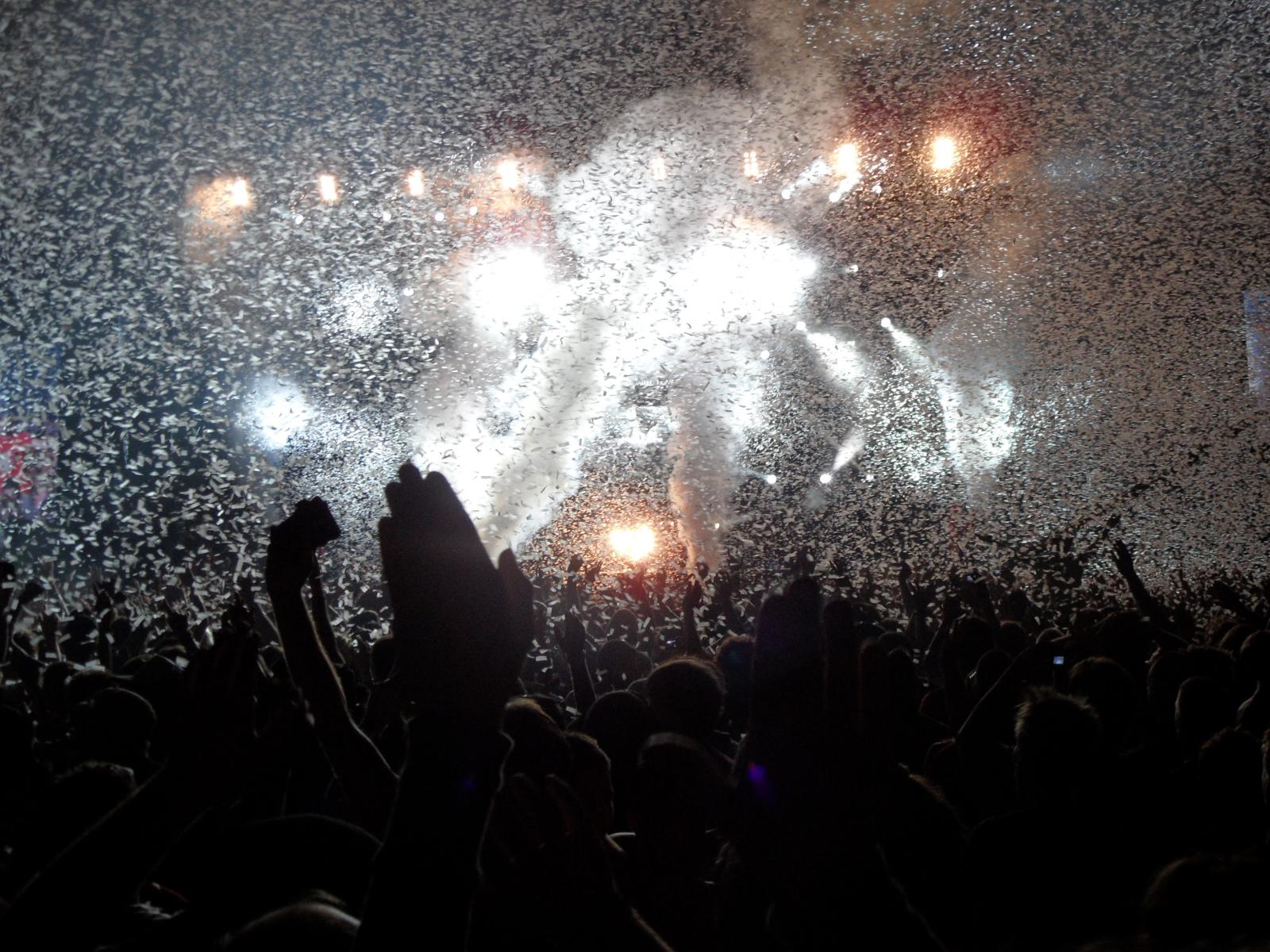
2010
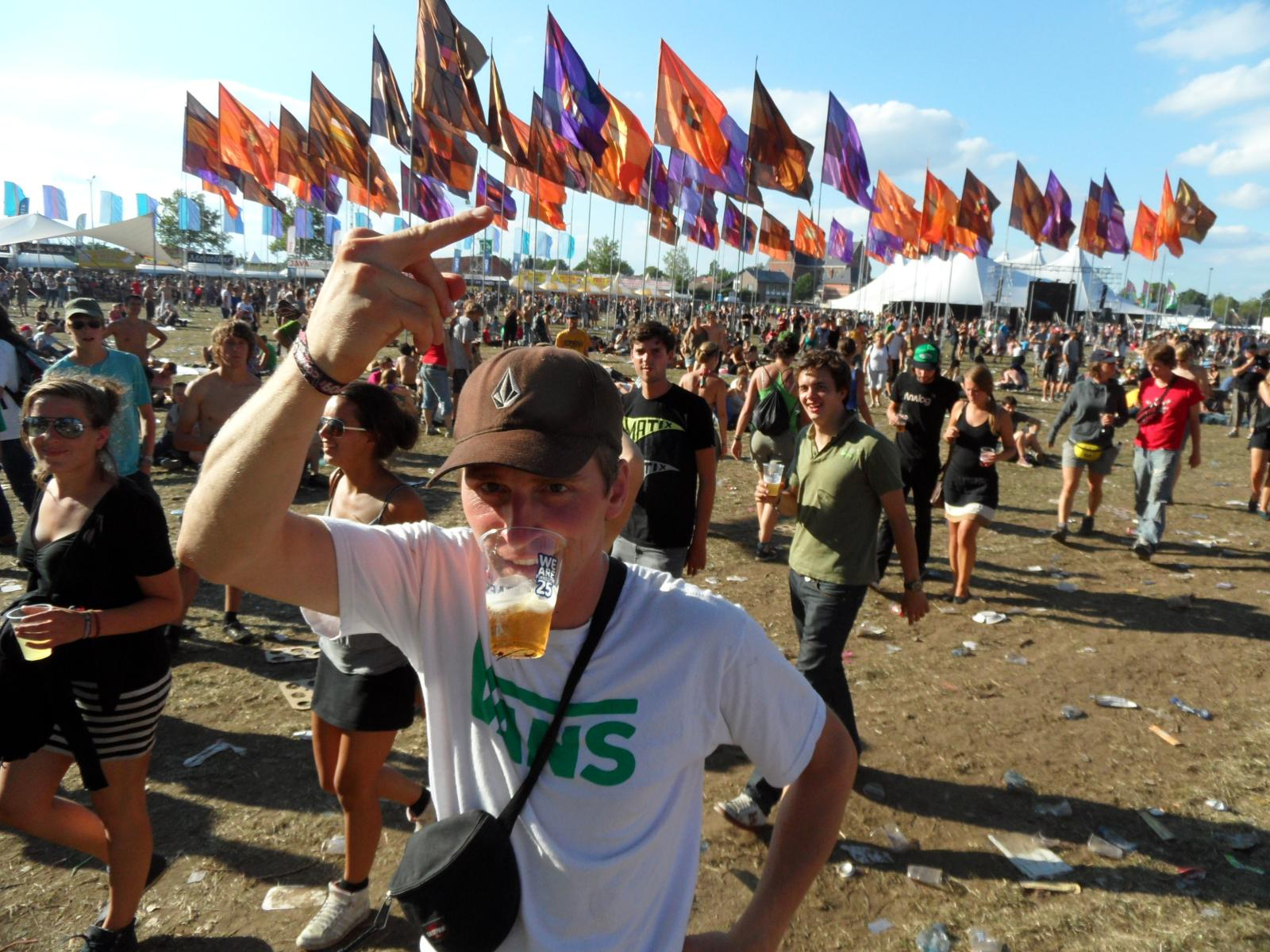
2010
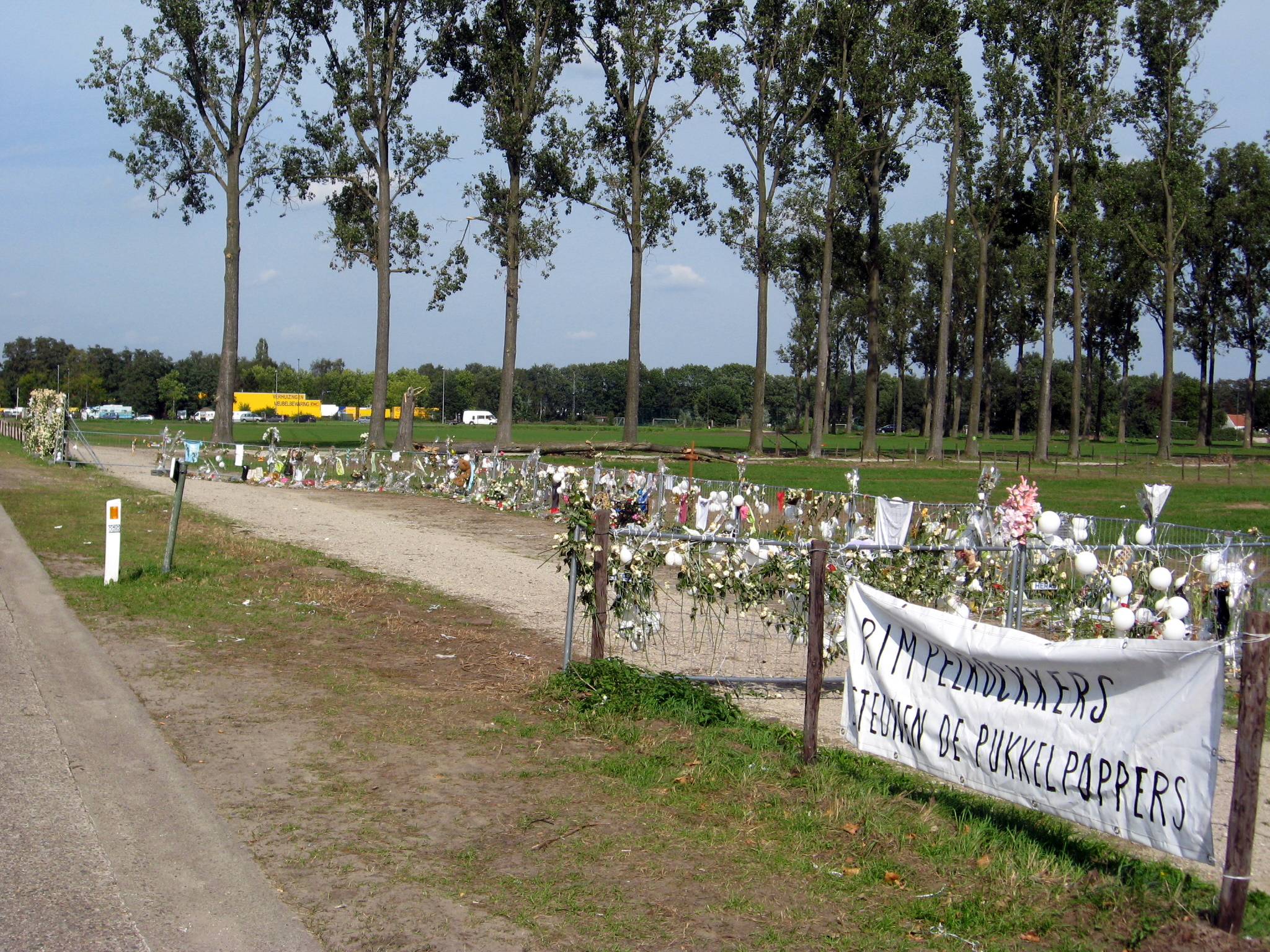
2011
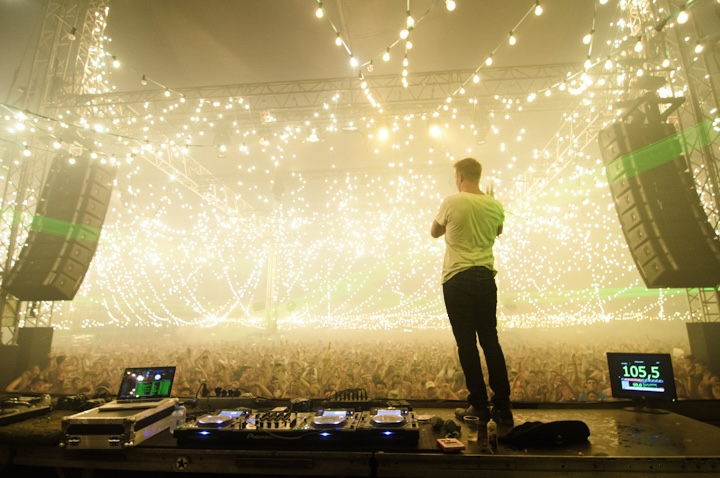
2012